# コンスタンチノス・バコプロス
コンスタンチノス・バコプロス（Konstantinos Bakopoulos、1889年 - 1950年）は、ギリシアの軍人。中将。
1940年、第5軍団を指揮。イタリア軍のギリシア侵攻時、第4軍団を指揮し、1941年、東マケドニア軍司令官となった。同年、テッサロニキ地区で行動していたバコプロスの部隊はドイツ軍により撃破された。5月9日、ギリシア軍最高司令部の命令によりバコプロスは降伏した（約7万人が降伏）。バコプロス軍の降伏は、イギリス軍のギリシア派遣部隊を危機に陥らせた。